# Great Hallingbury
Great Hallingbury – wieś w Anglii, w hrabstwie Essex, w dystrykcie Uttlesford. Leży 24 km na północny zachód od miasta Chelmsford i 43 km na północny wschód od Londynu.